# Strogulomorpha boreita
Strogulomorpha boreita är en insektsart som beskrevs av Desutter-grandcolas 1988. Strogulomorpha boreita ingår i släktet Strogulomorpha och familjen syrsor. Inga underarter finns listade i Catalogue of Life.